# Фестиваль пива у Львові
Фестиваль пива у Львові (Міський фестиваль Пива у Львові, пивний фестиваль) — це свято, що знайомить гостей з давньою культурою пивоваріння. Організатор: компанія з організацій подій № 1 у Львові «Дік-Арт». Як зазначив керівник компанії «Дік-Арт» Андрій Сидор:
|  | Проведення заходу знаменує приєднання Львова до європейської традиції щорічних барвистих святкувань, основою яких є народна музика, танці та ігри у поєднанні з дегустацією різних сортів пива. |

## Історія
Варити пиво у Львові почали ще у XV столітті, а у 1533 р. польським королем було видано указ, який давав місту право займатися пивоварінням. Значну роль відіграли також монастирі, де монахи з відбірного хмелю, солоду та чистої артезіанської води варили цей дивовижний напій. Саме завдяки своїй якості львівське пиво скоро стало відомим у всій Австро-Угорській Імперії, а згодом — і Радянському Союзі. І тепер, за часів незалежності України воно не припиняє втрачати свій легендарний смак та якість, користуючись шаленою популярністю не тільки у мешканців міста, але й туристів.
Пиву у Львові присвячено щорічний міський фестиваль [Архівовано 30 грудня 2012 у Wayback Machine.], основою якого є народна музика, танці та ігри у поєднанні з дегустацією різних сортів пива.
І до сьогодні львів'яни не припиняють пишатися і щоденно насолоджуватися цим чудовим напоєм у численних кнайпах, де часто варять і своє, оригінальне пиво. Різноманіття та смакові якості його вас приємно здивують, а загадкова атмосфера міста та мотиви львівської музики перетворить сам процес пивопиття у ритуал, незмінний уже протягом століть.

## Перший Міський фестиваль Пива у Львові (2008р.)
Перший фестиваль Пива у Львові [Архівовано 4 березня 2016 у Wayback Machine.] проводився у форматі, який є характерним для традиційних пивних фестивалів у країнах Європи. Подібні фестивалі відбуваються в Німеччині (Октоберфест, Штутгартський фестиваль пива), Чехії (Пільснер-фест), Ірландії (Великий ірландський фестиваль пива) та інших країнах з багатою історією пивоваріння.
Етно-театральна культурна програма була основним елементом свята, що і відрізняло його від пивних фестивалів, які раніше проводились у Львові та зводились здебільшого до продажу пива і декількох концертів поп-, рок- чи електронної музики.
Ідея заходу передбачала розміщення на території пл. Ринок, пл. Митної, вул. Валової та на площі за міським Арсеналом чотирьох зон активності, у кожній з яких через виступи музичних та танцювальних колективів, театральних труп, проведення різноманітних конкурсів було представлено культурні особливості таких країн як Україна, Німеччина, Чехія та Ірландія.
Окрім дегустування пива гостей міста мали змогу побувати на шоу моноциклів, шоу «на ходулях», шоу клоунів, шоу велетенських ляльок, демонстрація «живих пам'ятників» та вогняні атракції.
Родзинкою свята стала велика урочиста дійство-феєрія «Ріхард Вагнер у Львові». Ім'я музиканта пов'язане з пивом через баварського короля-пивомана Людвіга ІІ, який активно підтримував творчість великого композитора.

## ІІ Міський фестиваль Пива у Львові (2012р.)
15-17 червня відбувся ІІ Міський фестиваль пива у Львові [Архівовано 30 грудня 2012 у Wayback Machine.]. Цього року фестиваль відбувся у рамках Території гостинності «LeoFan» у Парку культури та відпочинку ім. Б. Хмельницького.
На фестивалі було презентовано «Велитенського фестивального пивного кухля-мандрівника» та визначено найкращого фаната пива.
Відкрився фестиваль матчем збірної України та Франції і щодня фанати пива мали можливість спостерігати за перебігом подій на стадіонах Чемпіонату ЄВРО.
Протягом 3-ох днів фестиваль розважав відвідувачів: гастрономічним ярмарком «Пиво і до пива», інтерактивними розвагами, пивними конкурсами, концертною шоу-програмою, вечірки open-air.
На фестивалі був урочисто презентований великий фестивальний пивний кухоль-мандрівник, що об'їхав весь світ — побував у всіх країнах учасницях Чемпіонату з футболу ЄВРО 2012 та тепер приїхав до Львова.
«Кухоль-мандрівник» став символом фестивалю і пивним фото сектором для відвідувачів. Протягом фестивалю тривали «пивні змагання», де визначали спритність з швидкісного випивання пива. Змагання були інтригуючими, особливо, коли до участі долучились не лише львів'яни, але й німці та датчани! Тут перемога стала справою національною…

## ІІІ Міський фестиваль Пива у Львові (2013р.)
З 8 по 12 травня у Львові відбудеться ІІІ Міський фестиваль Пива [Архівовано 30 грудня 2012 у Wayback Machine.] в рамках якого ще й відмітять Свято «День Батяра у Львові». Головною подією фестивалю Пива стане те, що усі охочі матимуть змогу скуштувати пиво найвідоміших «пивних країн» світу!
Фестиваль буде поділений на кілька зон, кожна з яких буде представляти одну з країн, відомих своєю традицією пивоваріння. Фестиваль дозволить, не покидаючи Львова, побувати у Німеччині, Чехії, Бельгії, Польщі, Голландії, Англії. І не лише посмакувати пивом цих країн, але й краще пізнати їх культуру, адже до нашого міста завітають представники цих країн, щоб продемонструвати автентичні пивні традиції, що в свою чергу спрямоване на те, щоб продемонструвати, що таке культура споживання пива.
Протягом п'яти днів фестиваль розважатиме відвідувачів Гастрономічним Ярмарком «Пиво і до пива», різноманітними інтерактивними розвагами, цікавими пивними конкурсами, вражаючою концертною шоу-програмою, унікальними вечірками open-air та і це далеко ще не все!
І якщо на фестивалі Ви зустрінете стильних батярів у капелюхах та камізельках, котрі забавлятимуть публіку, співатимуть пісень, танцюватимуть, залицятимуться до кобіт та бешкетуватимуть — то знайте Ви потрапили на VI Міське свято «День Батяра у Львові», яке відзначать у рамках ІІІ Міського фестивалю Пива [Архівовано 30 грудня 2012 у Wayback Machine.]. Це буде неймовірна кількість розваг та атракцій!

## Фестивалі Львова організовані компанією «Дік-Арт»
- VI Міське Свято Пампуха [Архівовано 30 жовтня 2012 у Wayback Machine.]
- VI Національне Свято Шоколаду [Архівовано 8 січня 2013 у Wayback Machine.]
- III Фестиваль писанок у Львові [Архівовано 9 січня 2013 у Wayback Machine.]
- ІІІ Міський фестиваль Пива [Архівовано 30 грудня 2012 у Wayback Machine.]
- VI Міське свято «День Батяра у Львові» [Архівовано 24 січня 2013 у Wayback Machine.]
- ІІ Гастрономічний фестиваль «Львів на тарілці» [Архівовано 9 травня 2013 у Wayback Machine.]
- VI Міжнародний фольклорний фестиваль «Етновир» [Архівовано 7 листопада 2012 у Wayback Machine.]
- VII Міське свято «На каву до Львова» [Архівовано 28 жовтня 2012 у Wayback Machine.]
- IV Міське свято Сиру і Вина [Архівовано 13 лютого 2013 у WebCite]